# Salvatore Pappalardo (compositore)
Salvatore Pappalardo, figlio di Ignazio e Caterina Corsaro (Catania, 21 gennaio 1817 – Napoli, 1884), è stato un compositore italiano.
Iniziò gli studi a Catania e li proseguì nel Conservatorio di Palermo, sotto la guida di Pietro Raimondi.
Spesso Pappalardo si reca a Napoli, dove avviene il suo salto di qualità grazie all'incontro con Gaetano Ciandelli. Pappalardo fu tra gli allievi prediletti di Ciandelli. Insegnò nell'Ospizio di beneficenza di Catania fino al 1845, dopo si trasferì definitivamente a Napoli, dove gli venne conferito il titolo di Compositore di Camera del conte di Siracusa, don Leopoldo di Borbone. In seguito fu insegnante di contrappunto nell'albergo dei poveri di Napoli, cattedra che tenne fino alla morte.
La sua attività di compositore fu prevalentemente rivolta al teatro.
Compose molta musica da chiesa, ma ancor più interessante si presenta la sua musica da camera, particolarmente la raccolta di melodie per canto, pianoforte e quartetti per strumenti ad arco.
Tanto le melodie che il quartetto, furono molto eseguiti in Germania. Fra i suoi allievi risultano Giuseppe Martucci, Francesco Cilea, Pietro Platanìa, Vincenzo Valente, Giuseppe Cotrufo, Teodoro Cottrau.

## Opere
(Parziale)

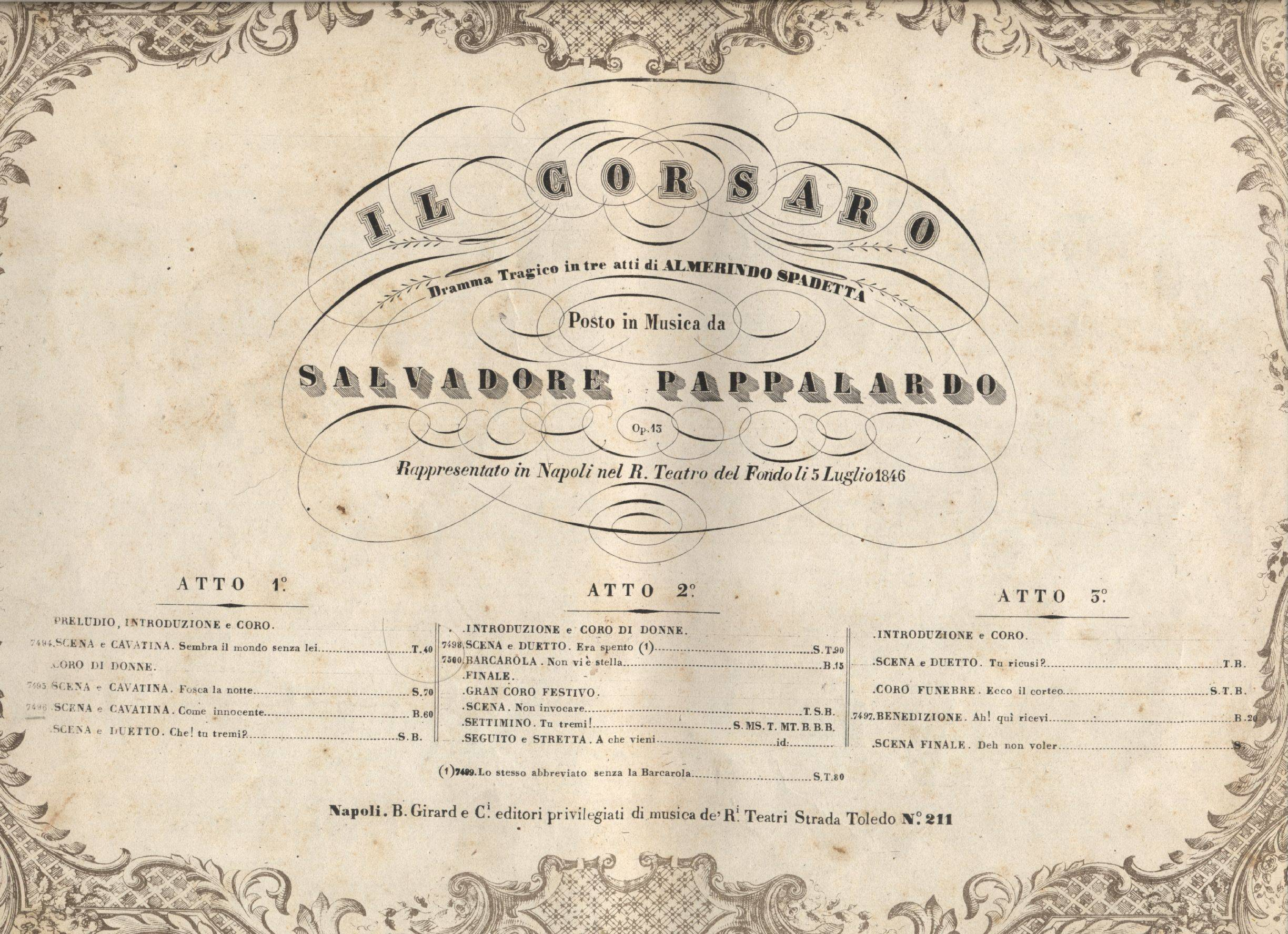
Il Corsaro, 5 luglio, 1846 - Collezione Francesco Paolo Frontini

- Francesca da Rimini - composta nel 1844
- Il Corsaro (Napoli, 1846)
- La figlia del Doge (Catania, 1855)
- L'atrabiliare (Napoli, 1856)
- Mirinda (Teatro San Carlo di Napoli, 1860)
- Gustavo Wasa (Napoli, 1865)
- Le diavolesse (Napoli, 1878)
- Le due ambasciatrici, non rappresentata.